# Kenshōkai

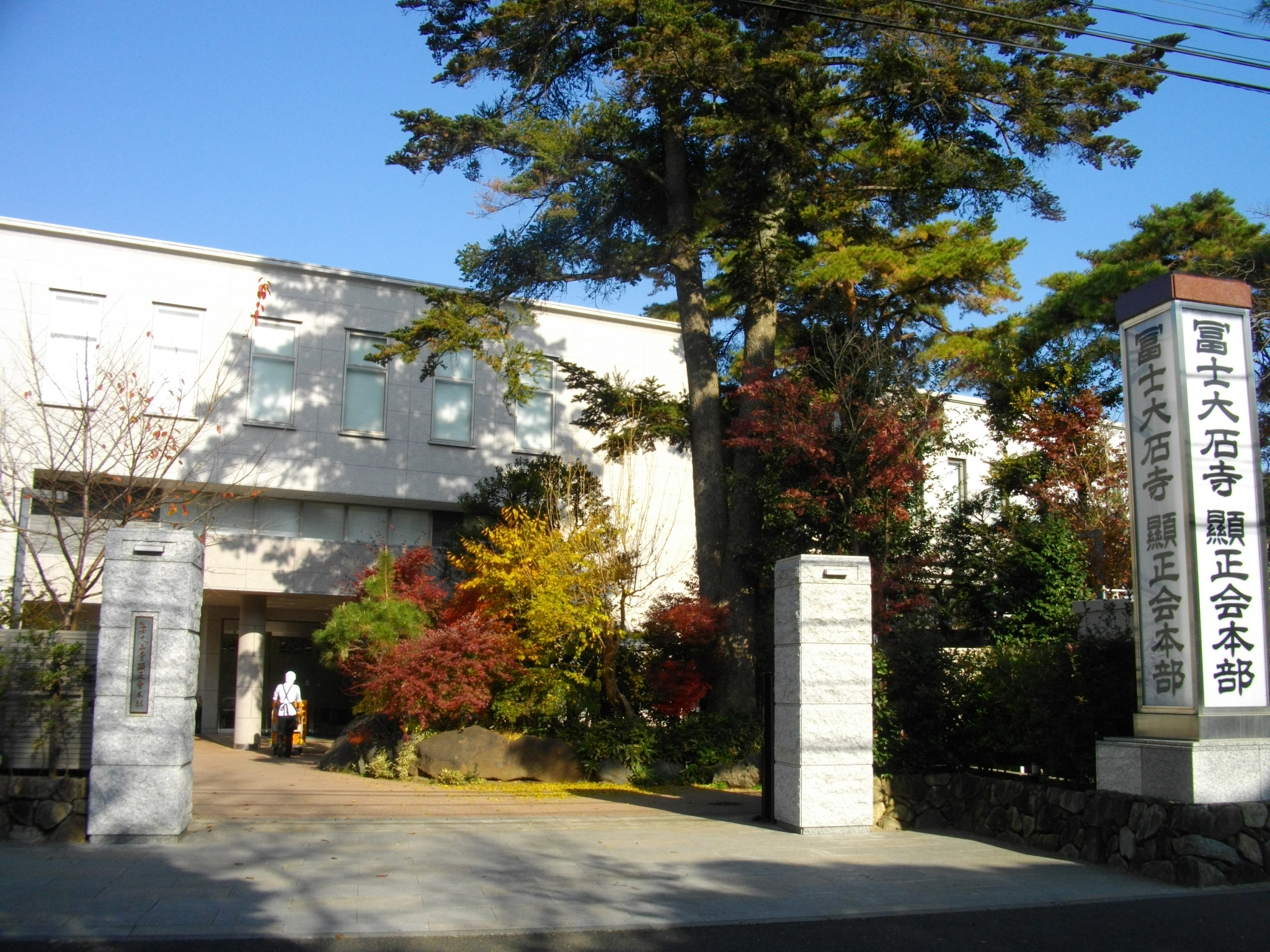
Zentrale der Kenshōkai in Saitama

Die Fuji Taiseki-ji Kenshōkai (jap. 冨士大石寺顕正会) ist eine dem Nichiren-Buddhismus zuzurechnende Laienorganisation und zählte nach eigenen Angaben  im Juli 2020 ca. 2,18 Millionen Mitglieder. Vorsitzender der Organisation ist der von seinen Anhängern als Sensei bezeichnete Shoei Asai. Obgleich die Kenshōkai nicht mehr Teil der Nichiren-Shōshū ist, betrachtet sie den im Taiseki-ji-Tempel aufbewahrten Dai-Gohonzon als den „wahren“ Nichiren Gohonzon.
Die Kenshōkai wurde im Jahre 1942 als Laienorganisation innerhalb der Nichiren Shōshū gegründet. Der Name der Organisation war zu jenem Zeitpunkt noch Myōshinkō (妙信講). Im Jahre 1963 führten das rasante Wachstum der Sōka Gakkai sowie deren wachsender Einfluss innerhalb der Nichiren Shōshū dazu, dass die Nichiren Shōshū ihrerseits die Myōshinkō dazu aufforderte, ihre Missionierungstätigkeiten einzuschränken. Im Jahre 1973 begann die Myōshinkō ihre eigenen Publikationen zu drucken, im darauffolgenden Jahr protestierte die Organisation öffentlich gegen Bauvorhaben der Soka Gakkai auf dem Tempelgelände des Taiseki-ji und wurde daraufhin, im Jahr 1974, aus der Nichiren Shōshū ausgeschlossen.
Im Jahre 1978 wurde die Myōshinkō in Kenshōkai umbenannt und 1996 der Name Nichiren Shōshū auch aus dem amtlichen Namen der Kenshōkai getilgt. Seit Dezember 2019 ist es einigen Anhängern der Kenshōkai wieder erlaubt, an Zeremonien am Haupttempel der Nichiren-Shōshū, dem Taiseki-ji Tempel, beizuwohnen.
Obwohl die nationalistisch ausgerichtete Kenshōkai als die am schnellsten wachsende buddhistische Gruppierung Japans angesehen wird, ist sie auch eine der am wenigsten im Westen dokumentierten Gruppen. Im Gegensatz zur Soka Gakkai und deren politischen Arm der Kōmeitō werden der Kenshōkai keine politischen Verbindungen oder Ambitionen nachgesagt.